# لافیت (لوییزیانا)
لافیت (به انگلیسی: Lafitte) یک منطقهٔ مسکونی در ایالات متحده آمریکا است که در لوئیزیانا واقع شده‌است. لافیت ۹۷۲ نفر جمعیت دارد.